# Canvi d'agulles

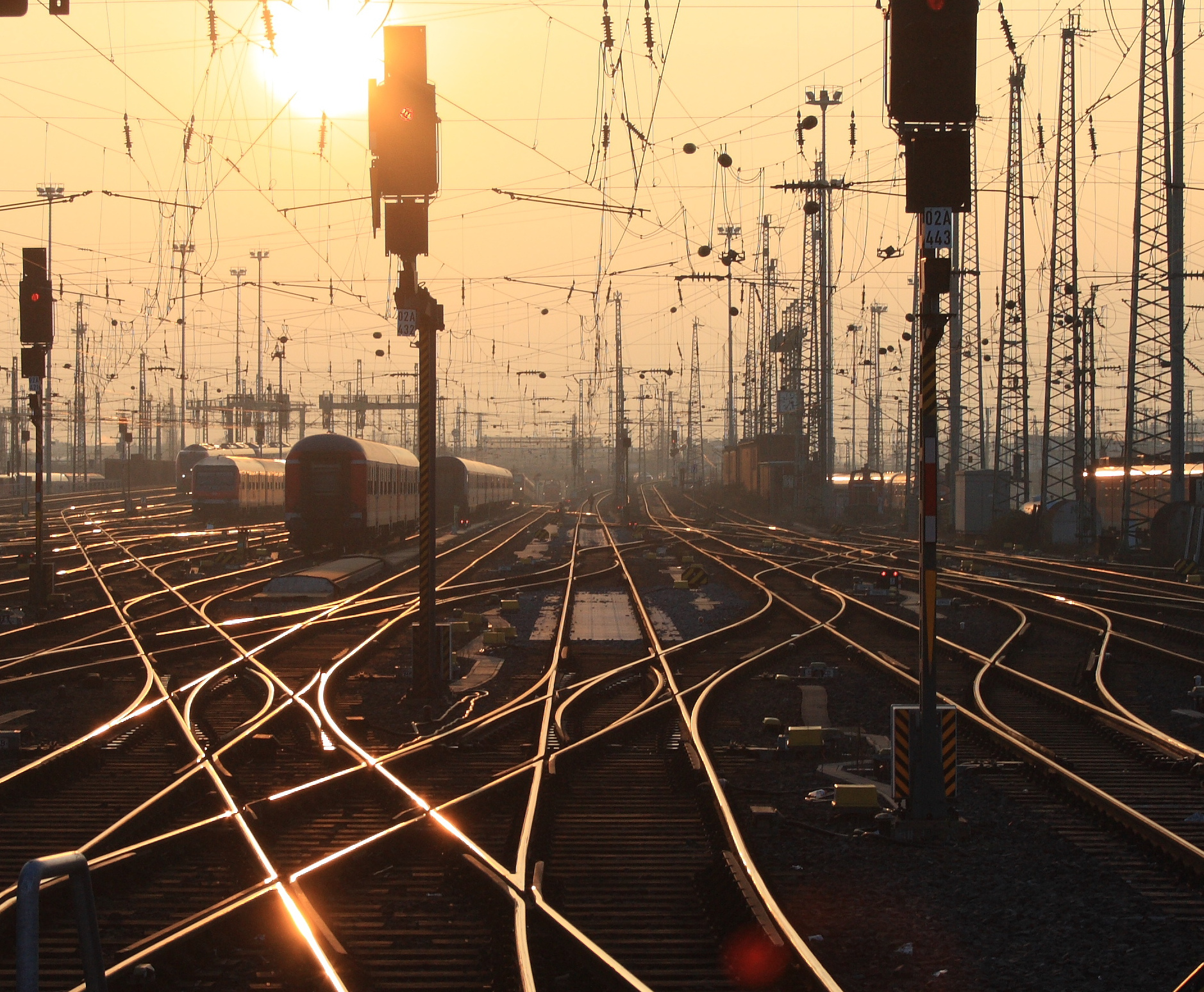
Les grans estacionss (com aquesta estació central de Frankfurt) generalment estan dotades de nombrosos canvis d'agulles.

Un canvi d'agulles, en el llenguatge corrent és un aparell de via que serveix per a fer canviar un tren de via. Aquest aparell s'acostuma a anomenar simplement "agulla" per part del personal ferroviari.
De forma més general, el canvi d'agulla atribueix una direcció a un tren.

## Composició

Diagrama en moviment d'un canvi d'agulles. La via A es bifurca cap la via B (posició normal) o C (posició inversa)

Un aparell de canvi d'agulles es compon d'una part mòbil (les làmines d'agulla) i una part fixa (contraagulla). La part on les vies es creuen s'anomena el cor.

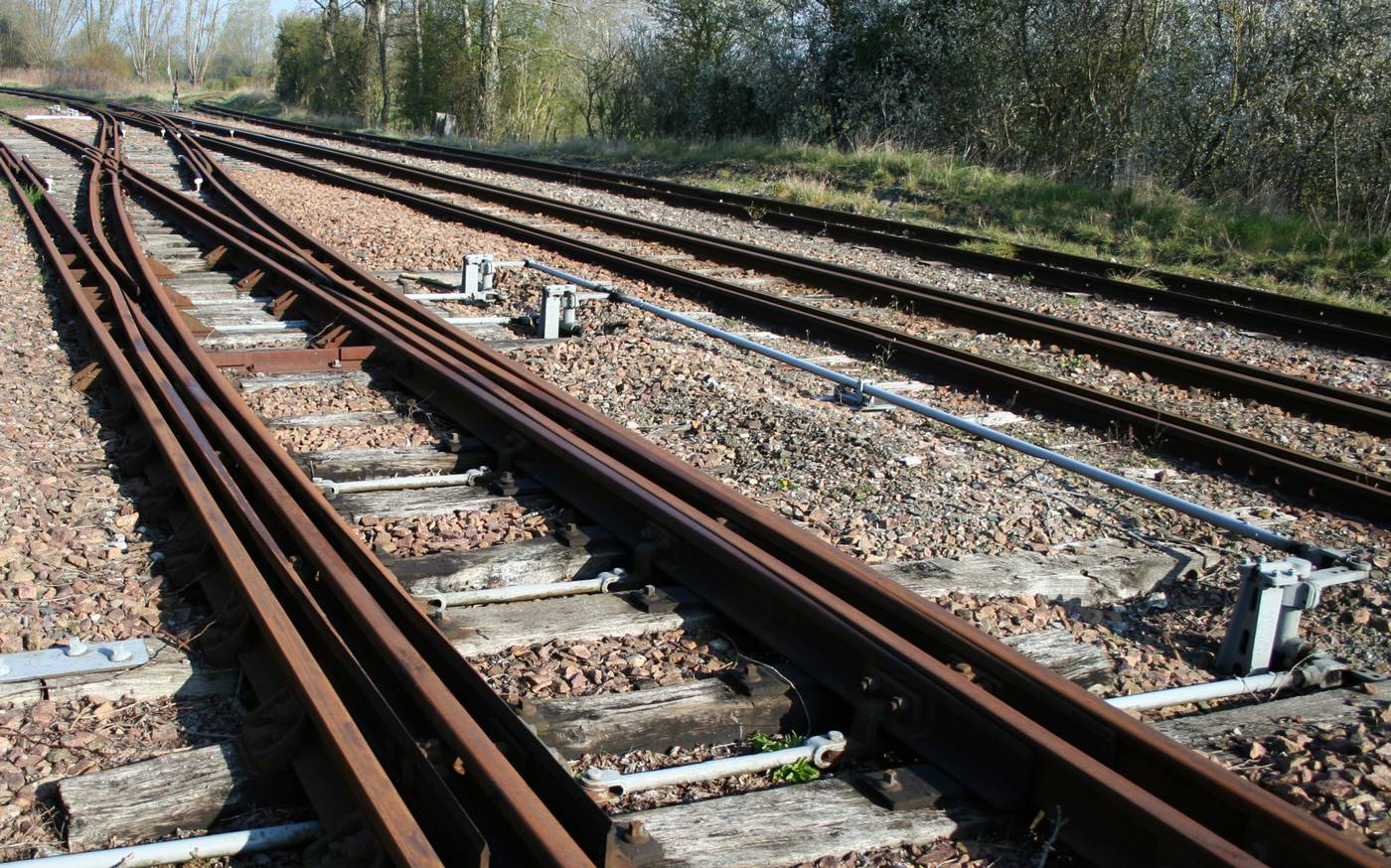
Agulla per via doble

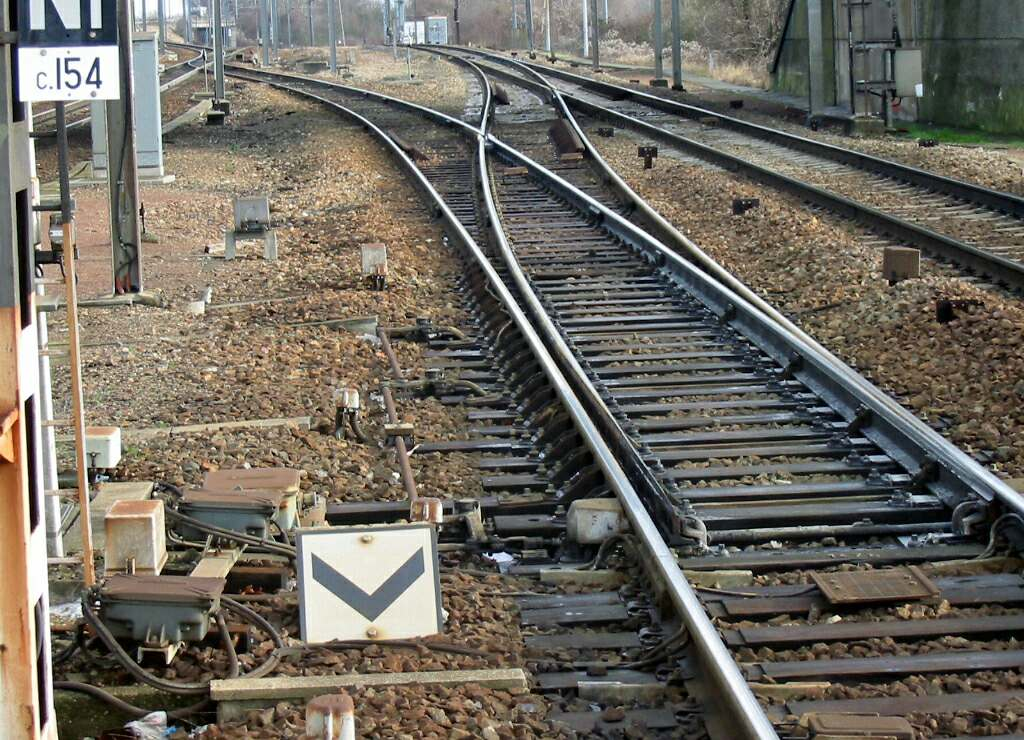
Canvi d'agulla accionat a distància

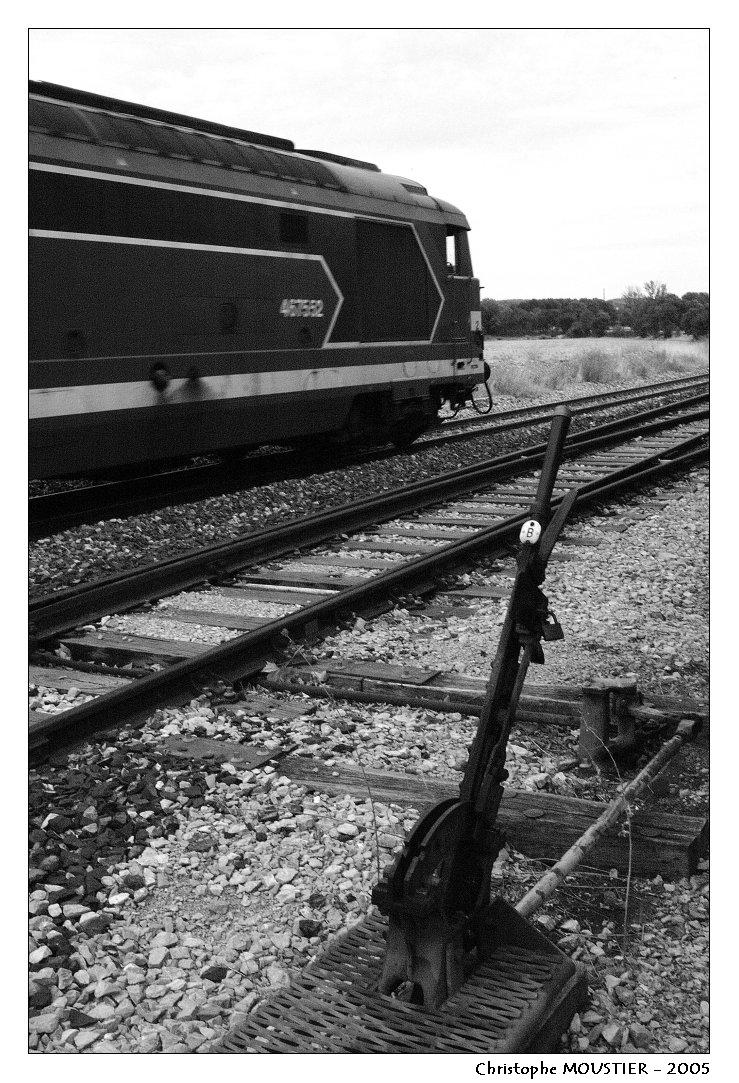
Canvi d'agulla accionat a mà

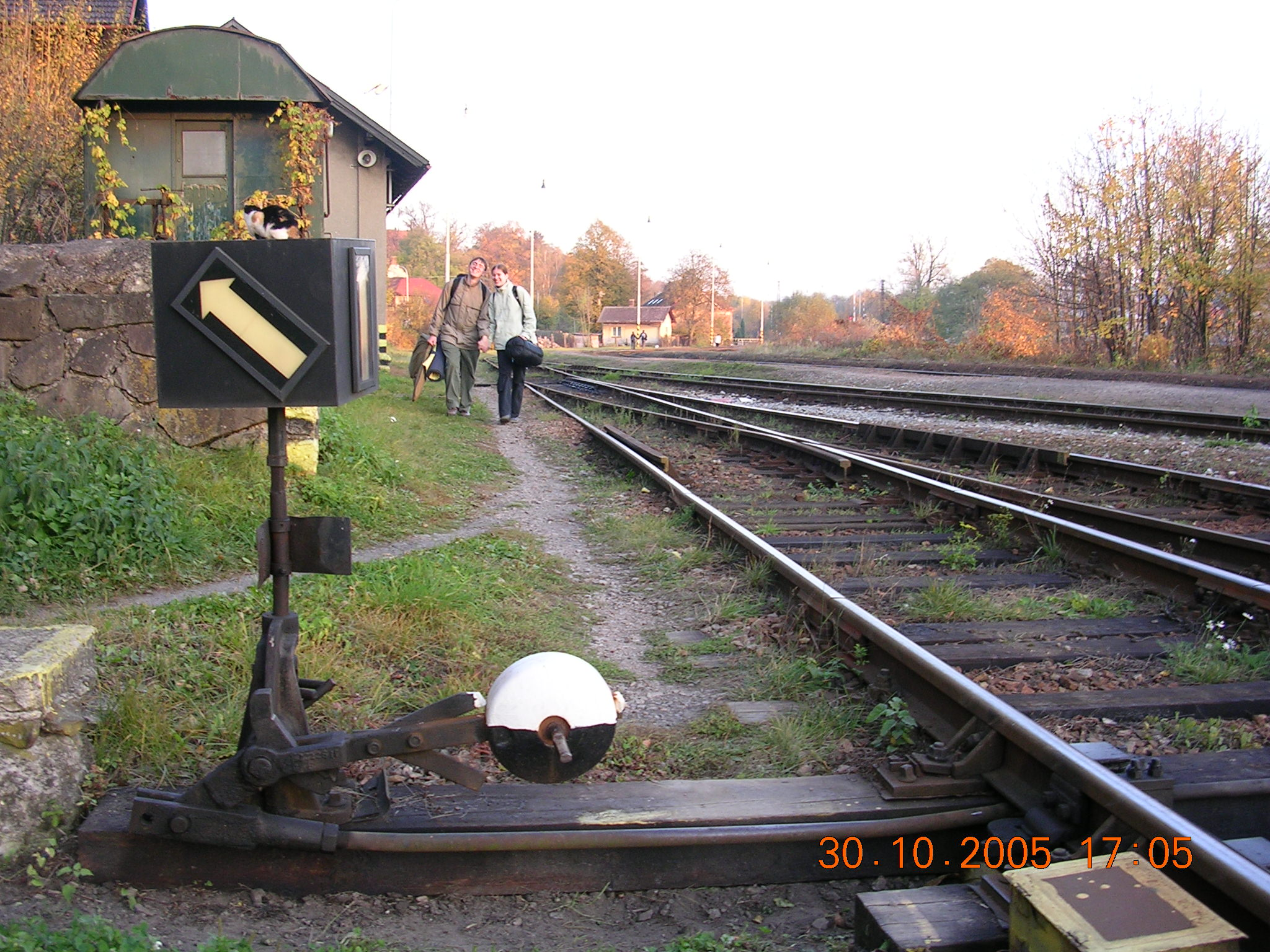
Indicador de direcció en canvi d'agulles a Txèquia
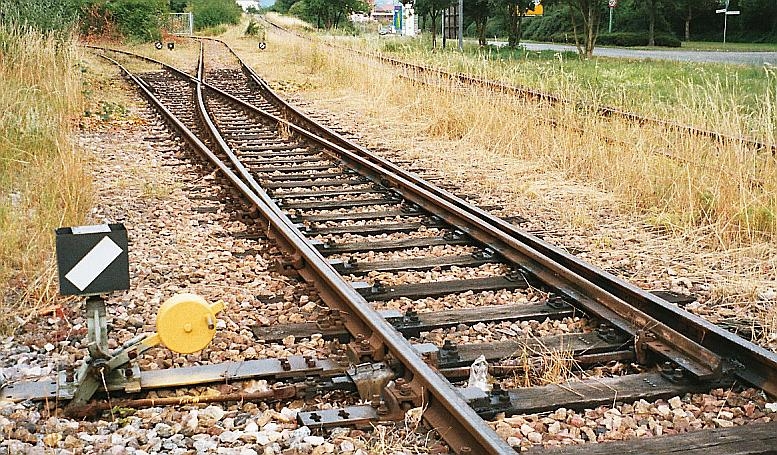
i sobre la xarxa ferroviària de la DB
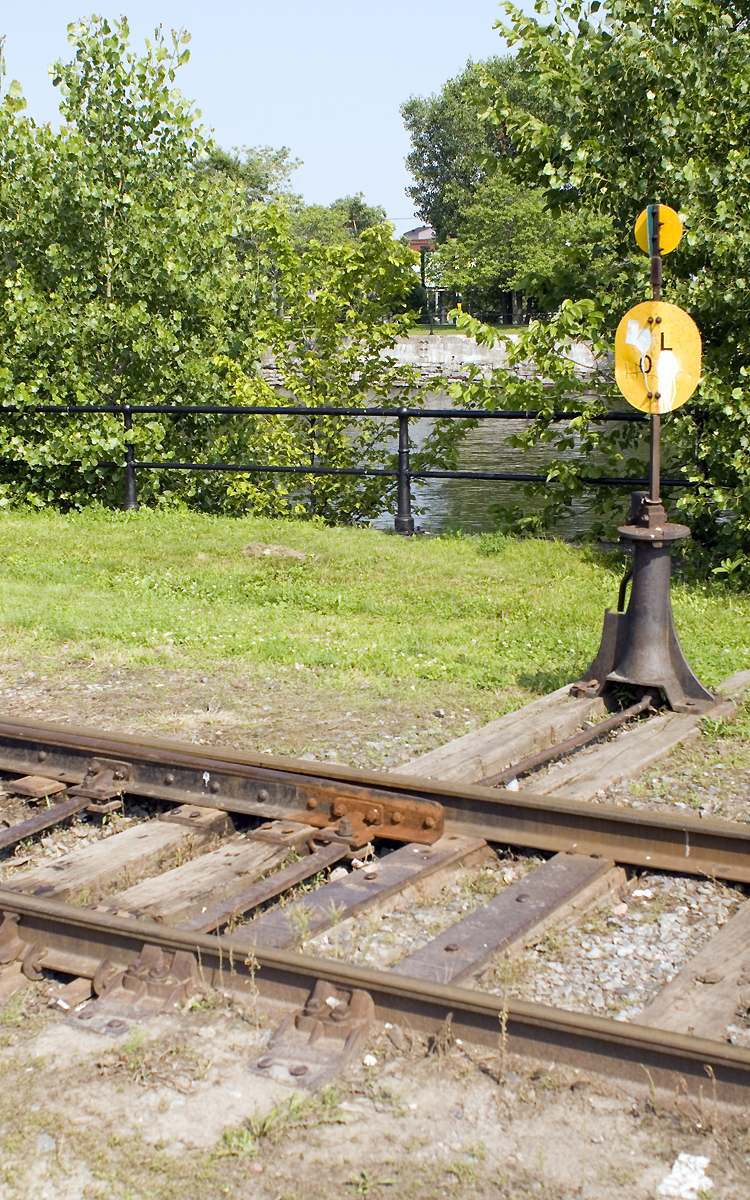
A Amèrica del Sud, els canvis d'agulla pivoten sobre un eix vertical